# 奥拉韦里亚
奥拉韦里亚（西班牙語：Olaberría）是西班牙巴斯克自治区吉普斯夸省的一个市镇。总面积7平方公里，总人口904人（2001年），人口密度129人/平方公里。